# 維多利亞撞擊坑
维多利亚撞击坑（Victoria）是火星珍珠湾区（MC-19）的一座撞击坑，其中心坐标位于子午线高原南纬2.05度、西经5.50度处，直径约800米（2600英尺），几乎为机遇号之前造访过的坚忍撞击坑的八倍。2006年9月26日，火星探测漫游者机遇号抵达该陨坑，并从第951至第1630个火星日期间对它进行了探测。它的名称一般认为源于费尔南多·麦哲伦五艘西班牙船只之一，即首艘环游全球的维多利亚号，但实际上是取名自塞舌尔维多利亚港。沿该陨坑边缘分布的众多凹壁和岬角露头，均被以麦哲伦所发现的海湾和岬角命名。
经过在火星表面21个月的行驶，机遇号最终于2006年9月26日（第951个火星日）抵达维多利亚撞击坑边缘处，该地点被新命名为鸭湾（Duck Bay）。漫游车周围的其它特征被昵称为“无名”、“鸭坑”、“艾玛迪安”、“峡谷少女”（Maid of the Canyon）和“凯蒂·克莱德的妹妹”（Kitty Clyde's Sister）等。它还拍摄了附近的几处壁凹，非正式名称为“佛得角”和“寒冷角”（Cabo Frio），以及维多利亚坑另一边一座大小与一条小猎犬差不多的小亮坑。

## 探索
到达陨坑后，漫游车按顺时针方向绕行了四分之一的坑沿，沿途发现的各种“凹湾”和“岬角”均以麦哲伦驾乘维多利亚号到访过的各种地标所命名。
这种绕行可使漫游车控制人员确定可能的出入口点、绘制高分辨率地形图并测试升级的驱动软件。漫游车勘查了各个岬角崖壁中的岩层以及撞击坑北部黑色条纹的性质。

### 撞击坑内
一场全球性沙尘暴使漫游车进入坑内的时间推迟了六周，并威胁到了两辆漫游车的生存。之后，漫游车在鸭湾的一处地方进入了陨石坑。在进入前的第1291个火星日先进行了一次测试操作，以测定可能的滑移情况并确认退出策略，然后在第1293个火星日驶入坑中。漫游车停留坑内期间，收集了内部岩层数据，并拍摄了高分辨率的佛得角图像。
在经历了一次类似孪生探测车勇气号右前轮故障前的电流波峰后，漫游车在第1634个火星日（2008年8月29日）驶离了陨坑内部，在进行部分逆时针绕行后，漫游车掉头驶向了下一个主要目标地—奋斗撞击坑。

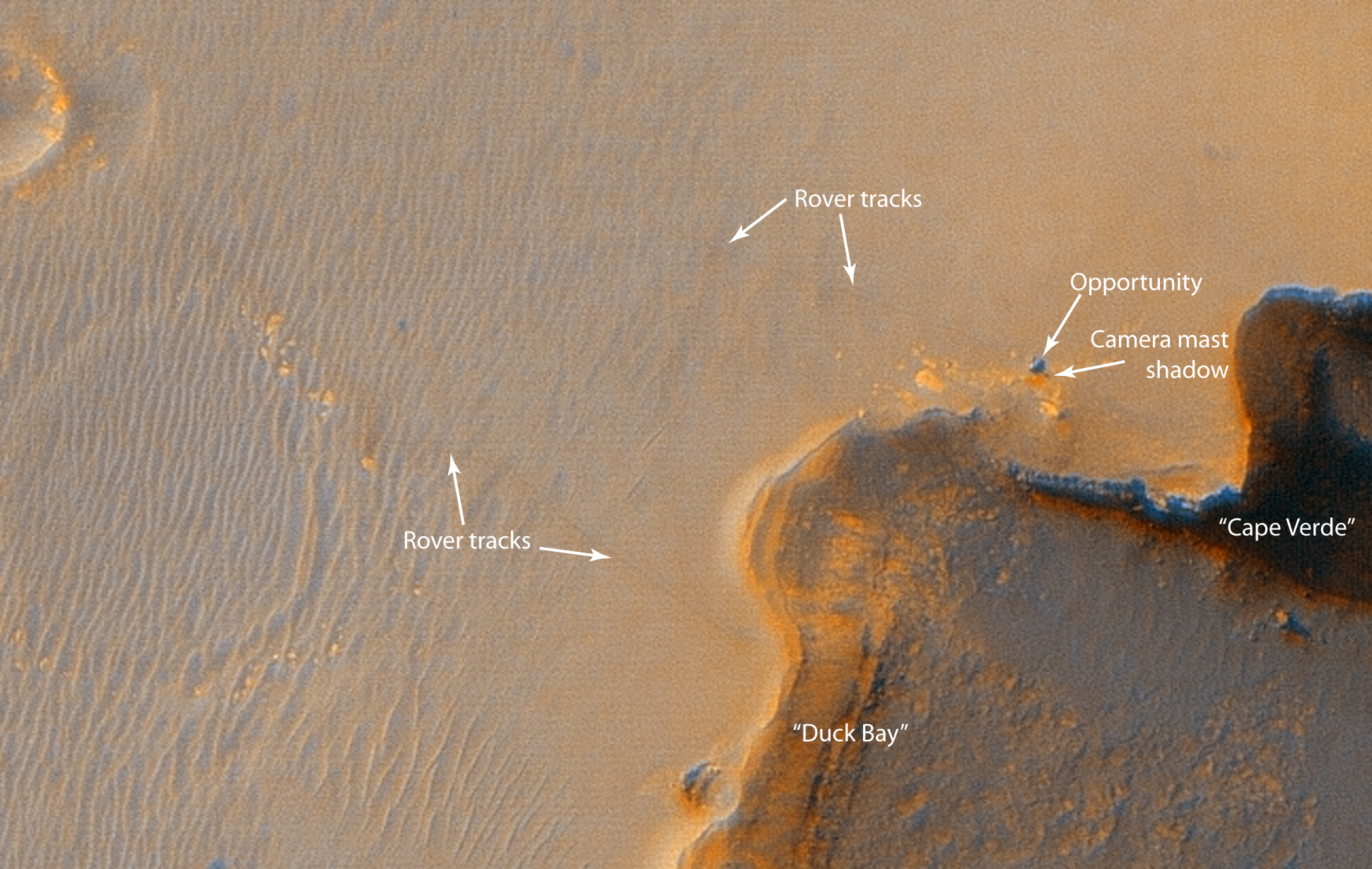
位于维多利亚撞击坑边缘的机遇号火星漫游车，火星勘测轨道飞行器高分辨率成像科学设备相机拍摄。

## 背景地图

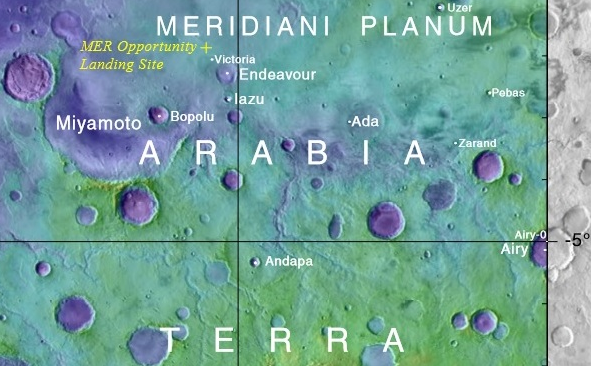
机遇号着陆点及包括奋斗和艾里在内的周边撞击坑注释高程图。

## 另请查看
- 火星地理
- 火星撞击坑
- 奋斗撞击坑